# Перя
Перя — посёлок (бывш. село) в Устюженском районе Вологодской области.
Входит в состав Устюженского сельского поселения (с 1 января 2006 года по 9 апреля 2009 года входил в Перское сельское поселение), с точки зрения административно-территориального деления — в Перский сельсовет.
Расположен на левом берегу реки Перька. Расстояние по автодороге до районного центра Устюжны — 20 км. Ближайшие населённые пункты — Алекино, Кузьминское, Поповка, Яковлевское, Куреваниха.

## История
В "Писцовой книге станов и волостей Устюжны Железнопольской 1628-1630 годов" есть запись:
"№58. За стольником за Алексеем Никитиным сыном Годунова по приправочным книгам писма и меры князя Дмитрия Белсково с товарищи 104 (7104) и 105 (7105) году ... отца ево околничево Микиты Василевича Годунова вотчина погост Перя на реке Мологе и на усть речки Пери. А на погосте храм Флора и Лавра ветх шатровой да другой храм Николы Чудотворца да предел Алексея митрополита древянная клецки. А в церквах образы и книги и ризы и колокола и всякое церковное строение вотчинниково Алексея Годунова да Ильи Наумова..."
В XVI-XVII веках погост Перя административно относился к Новому стану Устюженского уезда.
Смежно с селом располагались усадьба с тем же названием.
Согласно "Памятной книжке Новгородской губернии" за 1858 год в селе Пери было три церкви - Преображения Господня 1781 года постройки (принадлежало 36 десятин земли), Флора и Лавра 1816 года постройки и Николая Чудотворца 1701 года постройки.
В конце XIX и начале XX века село административно относилась к землям церковных и частных владельцев на территории Перской волости Устюженского уезда Новгородской губернии. Усадьба относилась к землям Рыбинского лесопромышленного общества.
Согласно "Списку населенных мест Новгородской губернии за 1911 г." в селе было 9 занятых постройками дворовых мест, на которых было 9 жилых строений. Жителей обоего пола - 33 человека (мужчин - 15, женщин - 18). Главное занятие жителей - церковная служба, подсобное занятие - торговля. Ближайший водоём - река Перя. В селе имелись 2 церкви (приходская построена в 1781 году, священник - прот. Лавров Федор Иванович), земская школа, волосное правление, 3 мелочных лавки, казенная винная лавка.
В усадьбе Перя, принадлежавшей Герасиму Ивановичу Хлудову, было 2 жилых дома, 8 - хозпостроек, проживало 3 человека (мужчин - 1, женщин - 2). Главное занятие жителей - лесное хозяйство, ближайший водоём - река Молога. Руководил усадьбой наемный управляющий.
Недалеко от села находилась усадьба Мыза (Поздеева мыза), принадлежавшая - Дмитрию Ивановичу Поздееву. В усадьбе было 5 жилых домов, 7 - хозпострок, проживало 10 человек (мужчин - 5, женщин - 5). Главное занятие жителей - земледелие. (На 1895 год - в хозяйстве было: ручная веялка Урлауб, сеялки и одноконные плуги завода Милютина). Руководил усадьбой наемный управляющий.
В апреле 1935 года решением Комиссии по вопросам культов ВЦИК была закрыта Перская церковь Преображения Господня.
В мае 1940 года решением Вологодского облисполкома была закрыта Перская церковь Николая Чудотворца.

## Демография
По переписи 2002 года население — 3 человека.